# (523672) 2013 FJ28
(523672) 2013 FJ28 est un objet transneptunien classé comme centaure. 